# Afrikaans kampioenschap voetbal 1994
De African Cup of Nations 1994 was de negentiende editie van de Afrika Cup, het kampioenschap voor nationale voetbalelftallen. Het vond van 26 maart tot en met 10 april plaats in Tunesië dat Zaïre als gastland verving. Er werd gespeeld in de steden Tunis en Sousse. Net als in 1992 namen er twaalf landen aan de eindronde deel. Tunesië (gastland) en Ivoorkust (titelverdediger) waren automatisch geplaatst voor de eindronde. Nigeria was het vijfde land, na Egypte, Ghana, Zaïre en Kameroen, die de Afrika Cup voor de tweede keer won.

## Kwalificatie

### Gekwalificeerde landen

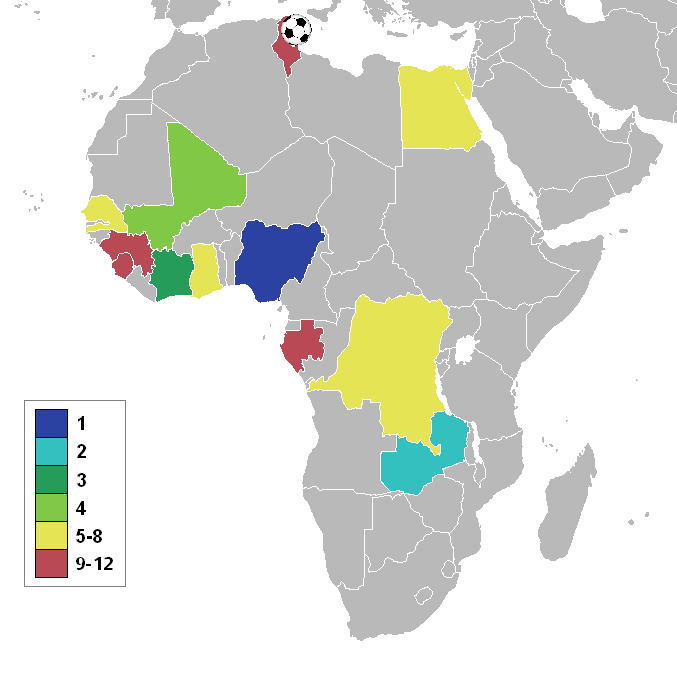
Deelnemende landen

| Land         | Aantal deelnames | Deelnames op rij | Vorige deelname |
| ------------ | ---------------- | ---------------- | --------------- |
| Egypte       | 14e              | 6                | 1992            |
| Gabon        | 1e               | 1                | -               |
| Ghana        | 10e              | 2                | 1992            |
| Guinee       | 5e               | 1                | 1976            |
| Ivoorkust    | 11e              | 6                | 1992            |
| Mali         | 2e               | 1                | 1972            |
| Nigeria      | 10e              | 4                | 1992            |
| Senegal      | 6e               | 3                | 1992            |
| Sierra Leone | 1e               | 1                | -               |
| Tunesië      | 6e               | 1                | 1982            |
| Zaïre        | 9e               | 2                | 1992            |
| Zambia       | 7e               | 3                | 1992            |

## Scheidsrechters
| Naam               | Geboren    | Duels | Kreeg geel | Kreeg voor de tweede keer geel en dus rood | Weggestuurd |
| ------------------ | ---------- | ----- | ---------- | ------------------------------------------ | ----------- |
| Ali Bujsaim        | 09/09/1959 | 4     | 13         | 1                                          | -           |
| Lim Kee Chong      | 15/05/1960 | 4     | 7          | 1                                          | 1           |
| Jamal Al-Sharif    | 08/12/1954 | 3     | 8          | -                                          | -           |
| Charles Massembe   | 22/11/1953 | 3     | 5          | -                                          | -           |
| Petros Mathabela   | 08/02/1960 | 3     | 6          | -                                          | -           |
| Mohamed Bahar      |            | 1     | -          | -                                          | -           |
| Hussein Ali Moussa |            | 1     | 7          | 1                                          | -           |
| Omar Yengo         | 19/11/1954 | 1     | 4          | -                                          | -           |
| Totaal             | Totaal     | 20    | 50         | 3                                          | 1           |

## Speelsteden
| Tunis                                          | · Tunis Sousse |
|                                                | · Tunis Sousse |
| Stade Chedli Zouiten (capaciteit: 20.000)      | · Tunis Sousse |
|                                                | · Tunis Sousse |
| Stade El Menzah (capaciteit: 45.000)           | · Tunis Sousse |
| Sousse                                         | · Tunis Sousse |
| Stade Olympique de Sousse (capaciteit: 30.000) | · Tunis Sousse |

## Groepsfase

### Groep A
| Land    | Wed | Win | Gel | Ver | DV | DT | +/− | Pnt |
| ------- | --- | --- | --- | --- | -- | -- | --- | --- |
| Zaïre   | 2   | 1   | 1   | 0   | 2  | 1  | +1  | 3   |
| Mali    | 2   | 1   | 0   | 1   | 2  | 1  | +1  | 2   |
| Tunesië | 2   | 0   | 1   | 1   | 1  | 3  | –2  | 1   |

|                                  |         |                          |      |                                                                                        |
| 26 maart 1994 «onderlinge duels» | Tunesië | 0 – 2                    | Mali | Stade El Menzah, Tunis Toeschouwers: 45.000 Scheidsrechter: Lim Kee Chong ( Mauritius) |
| 26 maart 1994 «onderlinge duels» |         | Coulibaly 25' Sidibé 34' |      | Stade El Menzah, Tunis Toeschouwers: 45.000 Scheidsrechter: Lim Kee Chong ( Mauritius) |

|                                  |      |             |       | |
| 28 maart 1994 «onderlinge duels» | Mali | 0 – 1       | Zaïre | Stade El Menzah, Tunis Toeschouwers: 8.000 Scheidsrechter: Ali Bujsaim ( Verenigde Arabische Emiraten) |
| 28 maart 1994 «onderlinge duels» |      | 48' Basaula |       | Stade El Menzah, Tunis Toeschouwers: 8.000 Scheidsrechter: Ali Bujsaim ( Verenigde Arabische Emiraten) |

|                                  |                    |       |          |                                                                                      |
| 30 maart 1994 «onderlinge duels» | Tunesië            | 1 – 1 | Zaïre    | Stade El Menzah, Tunis Toeschouwers: 45.000 Scheidsrechter: Jamal Al-Sharif ( Syrië) |
| 30 maart 1994 «onderlinge duels» | Rouissi 43' (pen.) |       | Ngoy 55' | Stade El Menzah, Tunis Toeschouwers: 45.000 Scheidsrechter: Jamal Al-Sharif ( Syrië) |

### Groep B
| Land    | Wed | Win | Gel | Ver | DV | DT | +/− | Pnt |
| ------- | --- | --- | --- | --- | -- | -- | --- | --- |
| Egypte  | 2   | 1   | 1   | 0   | 4  | 0  | +4  | 3   |
| Nigeria | 2   | 1   | 1   | 0   | 3  | 0  | +3  | 3   |
| Gabon   | 2   | 0   | 0   | 2   | 0  | 7  | –6  | 0   |

|                                  |                             |       |       |                                                                                      |
| 26 maart 1994 «onderlinge duels» | Nigeria                     | 3 – 0 | Gabon | Stade El Menzah, Tunis Toeschouwers: 30.000 Scheidsrechter: Mohamed Bahar ( Marokko) |
| 26 maart 1994 «onderlinge duels» | Yekini 18', 88' Adepoju 72' |       |       | Stade El Menzah, Tunis Toeschouwers: 30.000 Scheidsrechter: Mohamed Bahar ( Marokko) |

|                                  |                                              |       |       |                                                                                            |
| 28 maart 1994 «onderlinge duels» | Egypte                                       | 4 – 0 | Gabon | Stade Chedli Zouiten, Tunis Toeschouwers: 6.000 Scheidsrechter: Charles Masembe ( Oeganda) |
| 28 maart 1994 «onderlinge duels» | Mansour 1' El-Gamal 22' Abdel Samad 55', 59' |       |       | Stade Chedli Zouiten, Tunis Toeschouwers: 6.000 Scheidsrechter: Charles Masembe ( Oeganda) |

|                                  |         |       |        |                                                                                        |
| 30 maart 1994 «onderlinge duels» | Nigeria | 0 – 0 | Egypte | Stade El Menzah, Tunis Toeschouwers: 30.000 Scheidsrechter: Lim Kee Chong ( Mauritius) |
| 30 maart 1994 «onderlinge duels» |         |       |        | Stade El Menzah, Tunis Toeschouwers: 30.000 Scheidsrechter: Lim Kee Chong ( Mauritius) |

### Groep C
| Land         | Wed | Win | Gel | Ver | DV | DT | +/− | Pnt |
| ------------ | --- | --- | --- | --- | -- | -- | --- | --- |
| Zambia       | 2   | 1   | 1   | 0   | 1  | 0  | +1  | 3   |
| Ivoorkust    | 2   | 1   | 0   | 1   | 4  | 1  | +3  | 2   |
| Sierra Leone | 2   | 0   | 1   | 1   | 0  | 4  | –4  | 1   |

|                                  |                              |       |              |                                                                                                 |
| 27 maart 1994 «onderlinge duels» | Ivoorkust                    | 4 – 0 | Sierra Leone | Stade Olympique de Sousse, Sousse Toeschouwers: 10.000 Scheidsrechter: Jamal Al-Sharif ( Syrië) |
| 27 maart 1994 «onderlinge duels» | Tiéhi 19', 63', 70' Guel 35' |       |              | Stade Olympique de Sousse, Sousse Toeschouwers: 10.000 Scheidsrechter: Jamal Al-Sharif ( Syrië) |

|                                  |        |       |              | |
| 29 maart 1994 «onderlinge duels» | Zambia | 0 – 0 | Sierra Leone | Stade Olympique de Sousse, Sousse Toeschouwers: 6.000 Scheidsrechter: Omer Yengo ( Congo-Brazzaville) |
| 29 maart 1994 «onderlinge duels» |        |       |              | Stade Olympique de Sousse, Sousse Toeschouwers: 6.000 Scheidsrechter: Omer Yengo ( Congo-Brazzaville) |

|                                  |              |       |           | |
| 31 maart 1994 «onderlinge duels» | Zambia       | 1 – 0 | Ivoorkust | Stade Olympique de Sousse, Sousse Toeschouwers: 6.000 Scheidsrechter: Petros Mathabela ( Zuid-Afrika) |
| 31 maart 1994 «onderlinge duels» | Malitoli 79' |       |           | Stade Olympique de Sousse, Sousse Toeschouwers: 6.000 Scheidsrechter: Petros Mathabela ( Zuid-Afrika) |

### Groep D
| Land    | Wed | Win | Gel | Ver | DV | DT | +/− | Pnt |
| ------- | --- | --- | --- | --- | -- | -- | --- | --- |
| Ghana   | 2   | 2   | 0   | 0   | 2  | 0  | +1  | 4   |
| Senegal | 2   | 1   | 0   | 1   | 2  | 2  | 0   | 2   |
| Guinee  | 2   | 0   | 0   | 2   | 1  | 3  | –2  | 0   |

|                                  |             |       |        | |
| 27 maart 1994 «onderlinge duels» | Ghana       | 1 – 0 | Guinee | Stade Olympique de Sousse, Sousse Toeschouwers: 10.000 Scheidsrechter: Petros Mathabela ( Zuid-Afrika) |
| 27 maart 1994 «onderlinge duels» | Akonnor 87' |       |        | Stade Olympique de Sousse, Sousse Toeschouwers: 10.000 Scheidsrechter: Petros Mathabela ( Zuid-Afrika) |

|                                  |                              |       |               | |
| 29 maart 1994 «onderlinge duels» | Senegal                      | 2 – 1 | Guinee        | Stade Olympique de Sousse, Sousse Toeschouwers: 6.000 Scheidsrechter: Hussein Ali Moussa ( Egypte) |
| 29 maart 1994 «onderlinge duels» | Gueye 46' (pen.) Tendeng 50' |       | A. Camara 44' | Stade Olympique de Sousse, Sousse Toeschouwers: 6.000 Scheidsrechter: Hussein Ali Moussa ( Egypte) |

|                                  |            |       |         | |
| 31 maart 1994 «onderlinge duels» | Ghana      | 1 – 0 | Senegal | Stade Olympique de Sousse, Sousse Toeschouwers: 6.000 Scheidsrechter: Ali Bujsaim ( Verenigde Arabische Emiraten) |
| 31 maart 1994 «onderlinge duels» | Polley 42' |       |         | Stade Olympique de Sousse, Sousse Toeschouwers: 6.000 Scheidsrechter: Ali Bujsaim ( Verenigde Arabische Emiraten) |

## Knock-outfase
|  | kwartfinale      | kwartfinale     |                  |       | halve finale     | halve finale     |   |  | finale | finale |
|  |                  |                 |                  |       |                  |                  |   |  |        |        |
|  | 2 april – Tunis  |                 |                  |       |                  |                  |   |  |        |        |
|  |                  |                 |                  |       |                  |                  |   |  |        |        |
|  | Zaïre            | 0               |                  |       |                  |                  |   |  |        |        |
|  | Zaïre            | 0               | 6 april – Tunis  |       |                  |                  |   |  |        |        |
|  | Nigeria          | 2               |                  |       |                  |                  |   |  |        |        |
|  | Nigeria          | 2               | Nigeria          | 2 (4) |                  |                  |   |  |        |        |
|  | 3 april – Sousse |                 | Nigeria          | 2 (4) |                  |                  |   |  |        |        |
|  |                  | Ivoorkust       | 2 (2)            |       |                  |                  |   |  |        |        |
|  | Ghana            | Ivoorkust       | 2 (2)            | 1     |                  |                  |   |  |        |        |
|  | Ghana            |                 | 10 april – Tunis | 1     |                  |                  |   |  |        |        |
|  | Ivoorkust        | 2               |                  |       |                  |                  |   |  |        |        |
|  | Ivoorkust        | 2               | Nigeria          | 2     |                  |                  |   |  |        |        |
|  | 2 april – Tunis  |                 | Nigeria          | 2     |                  |                  |   |  |        |        |
|  |                  | Zambia          | 1                |       |                  |                  |   |  |        |        |
|  | Egypte           | Zambia          | 1                | 0     |                  |                  |   |  |        |        |
|  | Egypte           | 6 april – Tunis |                  | 0     |                  |                  |   |  |        |        |
|  | Mali             | 1               |                  |       |                  |                  |   |  |        |        |
|  | Mali             | 1               | Mali             | 0     | derde plaats     | derde plaats     |   |  |        |        |
|  | 3 april – Sousse |                 | Mali             | 0     | derde plaats     | derde plaats     |   |  |        |        |
|  |                  | Zambia          | 4                |       | 10 april – Tunis | 10 april – Tunis |   |  |        |        |
|  | Zambia           | Zambia          | 4                | 1     | 10 april – Tunis | 10 april – Tunis |   |  |        |        |
|  | Zambia           |                 |                  |       |                  | Ivoorkust        | 3 |  |        |        |
|  | Senegal          | 0               |                  |       |                  | Ivoorkust        | 3 |  |        |        |
|  | Senegal          | 0               | Mali             | 1     |                  |                  |   |  |        |        |
|  |                  |                 | Mali             | 1     |                  |                  |   |  |        |        |

### Kwartfinale
|                                 |       |                        |         |                                                                                       |
| 2 april 1994 «onderlinge duels» | Zaïre | 0 – 2                  | Nigeria | Stade El Menzah, Tunis Toeschouwers: 2.000 Scheidsrechter: Lim Kee Chong ( Mauritius) |
| 2 april 1994 «onderlinge duels» |       | Yekini 51', 71' (pen.) |         | Stade El Menzah, Tunis Toeschouwers: 2.000 Scheidsrechter: Lim Kee Chong ( Mauritius) |

|                                 |        |               |      |                                                                                       |
| 2 april 1994 «onderlinge duels» | Egypte | 0 – 1         | Mali | Stade El Menzah, Tunis Toeschouwers: 3.000 Scheidsrechter: Charles Masembe ( Oeganda) |
| 2 april 1994 «onderlinge duels» |        | S. Traoré 64' |      | Stade El Menzah, Tunis Toeschouwers: 3.000 Scheidsrechter: Charles Masembe ( Oeganda) |

|                                 |            |       |         |                                                                                                |
| 3 april 1994 «onderlinge duels» | Zambia     | 1 – 0 | Senegal | Stade Olympique de Sousse, Sousse Toeschouwers: 8.000 Scheidsrechter: Jamal Al-Sharif ( Syrië) |
| 3 april 1994 «onderlinge duels» | Sakala 38' |       |         | Stade Olympique de Sousse, Sousse Toeschouwers: 8.000 Scheidsrechter: Jamal Al-Sharif ( Syrië) |

|                                 |             |       |                         | |
| 3 april 1994 «onderlinge duels» | Ghana       | 1 – 2 | Ivoorkust               | Stade Olympique de Sousse, Sousse Toeschouwers: 8.000 Scheidsrechter: Ali Bujsaim ( Verenigde Arabische Emiraten) |
| 3 april 1994 «onderlinge duels» | Akonnor 77' |       | Tiéhi 30' A. Traoré 81' | Stade Olympique de Sousse, Sousse Toeschouwers: 8.000 Scheidsrechter: Ali Bujsaim ( Verenigde Arabische Emiraten) |

### Halve finale
|                                 |                                     |            |                             | |
| 6 april 1994 «onderlinge duels» | Nigeria                             | 2 – 2 (nv) | Ivoorkust                   | Stade El Menzah, Tunis Toeschouwers: 2.000 Scheidsrechter: Ali Bujsaim ( Verenigde Arabische Emiraten) |
| 6 april 1994 «onderlinge duels» | Iroha 26' Yekini 40'                |            | Bassolé 19', 31'            | Stade El Menzah, Tunis Toeschouwers: 2.000 Scheidsrechter: Ali Bujsaim ( Verenigde Arabische Emiraten) |
| 6 april 1994 «onderlinge duels» | Strafschoppen                       |            |                             | Stade El Menzah, Tunis Toeschouwers: 2.000 Scheidsrechter: Ali Bujsaim ( Verenigde Arabische Emiraten) |
| 6 april 1994 «onderlinge duels» | Finidi Siasia Amokachi Iroha Yekini | 4 – 2      | Kouamé Fallet Bassolé Amani | Stade El Menzah, Tunis Toeschouwers: 2.000 Scheidsrechter: Ali Bujsaim ( Verenigde Arabische Emiraten) |

|                                 |                                                  |       |      |                                                                                       |
| 6 april 1994 «onderlinge duels» | Zambia                                           | 4 – 0 | Mali | Stade El Menzah, Tunis Toeschouwers: 2.000 Scheidsrechter: Charles Masembe ( Oeganda) |
| 6 april 1994 «onderlinge duels» | Litana 8' Saileti 30' K. Bwalya 47' Malitoli 73' |       |      | Stade El Menzah, Tunis Toeschouwers: 2.000 Scheidsrechter: Charles Masembe ( Oeganda) |

### 3e/4e plaats
|                                  |                              |       |            |                                                                                             |
| 10 april 1994 «onderlinge duels» | Ivoorkust                    | 3 – 1 | Mali       | Stade El Menzah, Tunis Toeschouwers: 15.000 Scheidsrechter: Petros Mathabela ( Zuid-Afrika) |
| 10 april 1994 «onderlinge duels» | Koné 2' Ouattara 67' Sie 70' |       | Diallo 46' | Stade El Menzah, Tunis Toeschouwers: 15.000 Scheidsrechter: Petros Mathabela ( Zuid-Afrika) |

### Finale
|                                  |                 |       |           |                                                                                        |
| 10 april 1994 «onderlinge duels» | Nigeria         | 2 – 1 | Zambia    | Stade El Menzah, Tunis Toeschouwers: 25.000 Scheidsrechter: Lim Kee Chong ( Mauritius) |
| 10 april 1994 «onderlinge duels» | Amunike 5', 47' |       | Litana 3' | Stade El Menzah, Tunis Toeschouwers: 25.000 Scheidsrechter: Lim Kee Chong ( Mauritius) |

| Afrika Cup Winnaar 1994 |
| ----------------------- |
| NIGERIA 2de titel       |

## Doelpuntenmakers
5 doelpunten
- Rashidi Yekini

4 doelpunten
- Joël Tiéhi

2 goals
- Michel Bassolé
- Bashir Abdel Samad

- Charles Akonnor
- Emmanuel Amuneke

- Elijah Litana
- Kenneth MLtoli

1 doelpunt
- Tchiressoua Guel
- Adama Koné
- Ahmed Ouattara
- Donald-Olivier Sie
- Abdoulaye Traoré
- Hamza El-Gamal
- Ayman Mansour
- Prince Polley

- Aboubacar Titi Camara
- Fernand Coulibaly
- Amadou Diallo
- Modibo Sidibé
- Soumaila Traoré
- Mutiu Adepoju
- Ben Iroha
- Momath Gueye

- AtHs Tendeng
- Faouzi Rouissi
- Lemba Basaula
- Nsumbu Ngoy
- Kalusha Bwalya
- Zeddy Saileti
- Evans Sakala